# Heerlijkheid Neuravensburg

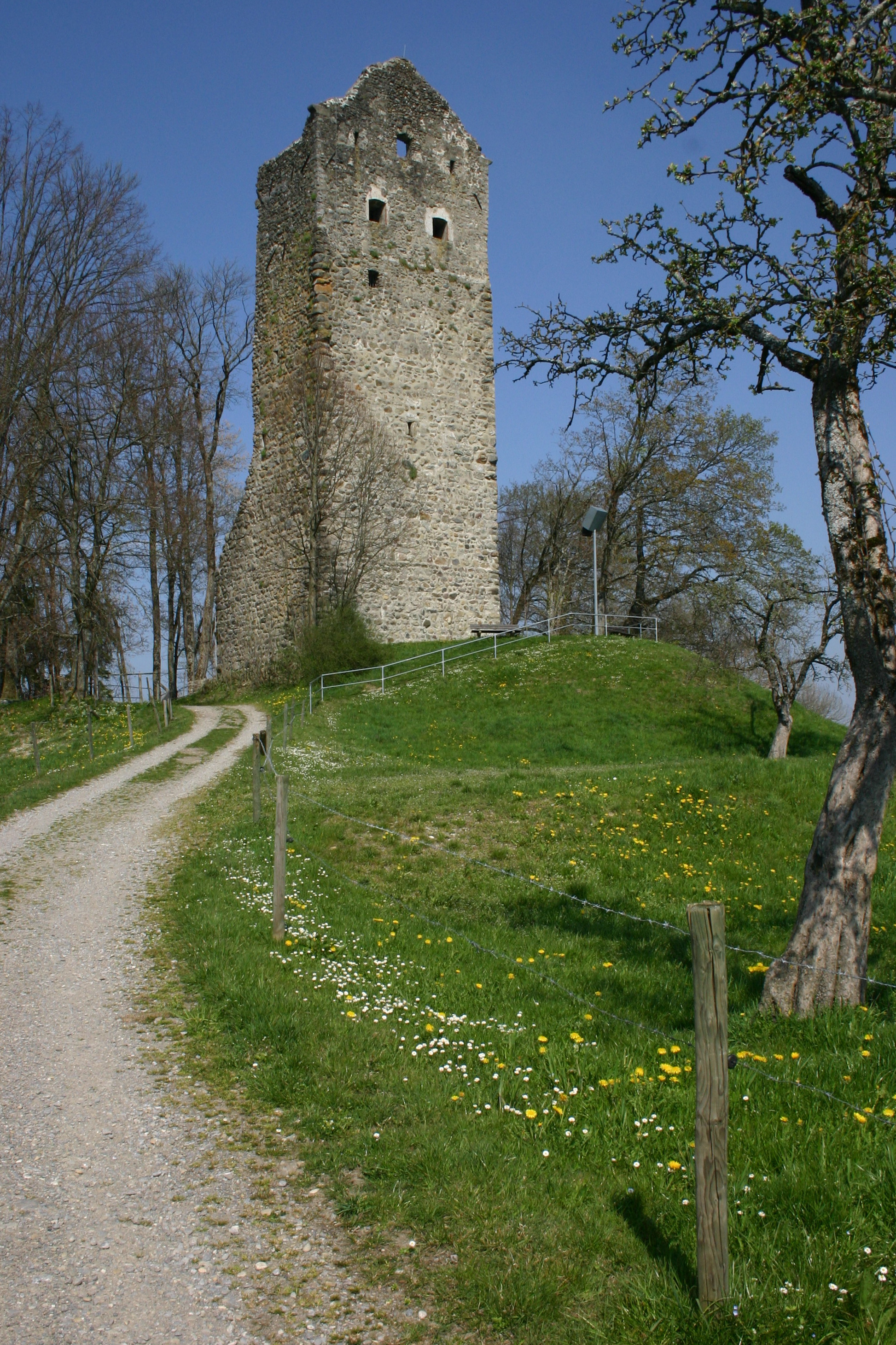
Burchtruïne Neuravensburg

Neuravensburg was een tot de Zwabische Kreits behorende heerlijkheid binnen het Heilige Roomse Rijk.  Neuravensburg is thans een deel van de gemeente Wangen im Allgäu.
De omstreeks 1200 voor het eerst vermelde plaats was het het middelpunt van de bezittingen van de abdij Sankt Gallen. Vermoedelijk werd de plaats door keizer Frederik II tot stad verheven. De keizer deed dan als voogd van de abdij. Omstreeks 1266 werden de burcht en de stad door de abt onder gebruik van geweld in bezit genomen als terugvallend leen. Zijn opvolgers gaven de heerlijkheid slechts in de vorm van burgleen, ambtszetel of pandschap (1450-1608) uit.
Paragraaf 11 van de Reichsdeputationshauptschluss van 25 februari 1803 kende de heerlijkheid Neuravensburg toe aan de vorst van Dietrichstein voor het verlies van de heerlijkheid Tarasp in Graubünden.
Artikel 24 van de Rijnbondakte van 12 juli 1806 stelde de heerlijkheid Neuravensburg onder de soevereiniteit van het koninkrijk Württemberg: de mediatisering.